# Idioma xibe
El idioma xibe, (también llamado sibo, o sibe) es una lengua tungusica hablada por miembros de la minoría xibe de la región autónoma de Sinkiang, en el noroeste de China.

## Clasificación
Sibe se ve convencionalmente como una lengua separada dentro del grupo sureño de lenguas tungúsicas junto con la lengua manchú más conocida, habiendo experimentado más de 200 años de desarrollo separados del corazón de habla tungúsica desde que las tropas xibe fueron enviadas a las fronteras de Xinjiang en 1764. Algunos investigadores como Jerry Norman sostienen que el xibe es un dialecto del manchú, mientras que los xibólogos como An Jun sostienen que Sibe debería ser considerado el "sucesor" del manchú. Etnohistóricamente, el pueblo sibe no se considera pueblo manchú, porque fue excluido de la confederación tribal del siglo XVII del cacique Nurhaci, a la que más tarde se aplicó el nombre "manchú".

## Fonología
El idioma xibe es mutuamente inteligible con el manchú, aunque a diferencia del manchú, el xibe tiene ocho distinciones vocales en oposición a las seis encontradas en manchú, así como diferencias en la morfología y un sistema más complejo de armonía vocal.

### Consonantes
|            |            | Labial | Alveolar | Vuelto hacia atrás | ( Alveolo -)<br id="mwNw"><br></br> palatal | Velar | Uvular |
| ---------- | ---------- | ------ | -------- | ------------------ | ------------------------------------------- | ----- | ------ |
| Explosiva  | sin voz    | pag    | t        |                    |                                             | k     | q      |
| Explosiva  | aspirado   | pag    | tʰ       |                    |                                             | kʰ    | qʰ     |
| Africada   | sin voz    |        | t͡s       | ʈ͡ʂ                 | t͡ɕ                                          |       |        |
| Africada   | aspirado   |        | t͡sʰ      | ʈ͡ʂʰ                | t͡ɕʰ                                         |       |        |
| Fricativa  | sin voz    | F      | s        | ʂ                  | ɕ                                           | X     | χ      |
| Fricativa  | expresado  | v      |          | ʐ                  |                                             |       |        |
| Nasal      | Nasal      | metro  | norte    |                    |                                             | norte |        |
| Rótico     | Rótico     |        | r        |                    |                                             |       |        |
| Aproximada | Aproximada | w      | l        |                    | j                                           |       |        |

- Los sonidos fricativos / x, χ / a menudo se expresan como [ɣ, ʁ], cuando ocurren después de un sonido resonante.
- / s, ɕ / a menudo se expresan como [z, ʑ], cuando se encuentran en posiciones de palabra medial.
- / m / se puede escuchar como labio-dental [ɱ], cuando precede a / v /.

### Vocales
|            | Parte delantera | Parte delantera | Central | atrás |
| ---------- | --------------- | --------------- | ------- | ----- |
| Elevado    | I               | y               |         | tu    |
| Medio      |                 |                 | ə       | o     |
| Medio-bajo | ɛ               | œ               |         |       |
| Bajo       |                 |                 | a       |       |

- Los alófonos de / œ /, / ə / y / o / son [ø], [ɤ], [ɔ].[4]

## Morfología
El idioma xibe tiene siete morfemas de casos, tres de los cuales se usan de manera bastante diferente al manchú moderno. La categorización de morfemas como marcadores de caso en el sibe hablado es parcialmente controvertida debido al estado de numerosos sufijos en el idioma. A pesar de la controversia general sobre la categorización de marcadores de casos vs posposiciones en lenguas tungúsicas, cuatro marcadores de casos en  el xibe se comparten con el manchú literario (Nominativo, Genitivo, Dativo-Locativo y Acusativo). Los tres casos innovadores del xibe: el ablativo, el lativo y el instrumental-sociativo comparten sus significados con formas de casos similares en los vecinos uigur, kazajo y oiryat mongol.
| Nombre del caso        | Sufijo   | Ejemplo   | Brillo inglés      |
| ---------------------- | -------- | --------- | ------------------ |
| Nominativo             | -∅       | ɢazn-∅    | pueblo             |
| Genitivo               | -I       | ɢazn-i    | del pueblo         |
| Dativo-Locativo        | -də / -t | ɢazn-t    | al pueblo          |
| Acusativo              | -f / -və | ɢazn-və   | el pueblo (objeto) |
| Ablativo               | -dəri    | ɢazn-dəri | del pueblo         |
| Lative                 | -ći      | ɢazn-ći   | hacia el pueblo    |
| Instrumental-Sociativo | -maq     | ɢazn-maq  | con el pueblo      |

El vocabulario general y la estructura xibe no se han visto afectados tanto por el chino como el manchú. Sin embargo, el xibe ha absorbido una gran cantidad de terminología sociológica china, especialmente en política: como gəming ("revolución", de革命) y zhuxi ("presidente", de主席), y economía: como chūna ("cajero", de出纳) y daikuan ("préstamo", de贷款). Sibe escrito es más conservador y rechaza los préstamos, pero el xibe hablado contiene vocabulario adicional derivado del chino, como nan (de男) para "hombre" donde el equivalente basado en manchú es niyalma . También ha habido cierta influencia del ruso, incluidas palabras como konsul ("cónsul", de консул ) y mashina ("máquina de coser", de машина ).  Los idiomas más pequeños de Sinkiang contribuyen principalmente a la terminología cultural, como namas ("una fiesta islámica") del idioma uigur y baige ("carrera de caballos") del idioma kazajo. 

## Sistema de escritura
El xibe está escrito en un derivado del alfabeto manchú. El alfabeto xibe difiere del alfabeto manchú en que las posiciones de las letras en algunas palabras han cambiado, el xibe carece de 13 de las 131 sílabas en manchú y xibe tiene tres sílabas que no se encuentran en manchú ( wi, wo y wu ). .
La siguiente tabla enumera las letras en xibe que lo diferencian del manchú, así como la ubicación de las letras. Las áreas azules marcan letras con diferentes formas del manchú, las áreas verdes marcan diferentes códigos Unicode del manchú.
| Letras        | Letras    | Letras     | Letras   |  | Transliteración ( Paul Georg von Mollendorf / Abkai / CMCD) | Codificación Unicode | Descripción |
| Independiente | Inicial   | Medio      | Final    |  | Transliteración ( Paul Georg von Mollendorf / Abkai / CMCD) | Codificación Unicode | Descripción |
| ------------- | --------- | ---------- | -------- |  | ----------------------------------------------------------- | -------------------- | --- |
|               | ᡞ᠊</img>  | ᠊ᡞ᠊</img>  | ᠊ᡞ</img> |  | I                                                           | 185E                 | The second row for the shape after a vowel ; El tercero para la forma después de b, p, y femenino k, g, h; La cuarta fila para la forma después de dz / z         |
| ᠊ᡞ᠋᠊           | ᡞ᠊</img>  |            | ᠊ᡞ</img> |  | I                                                           | 185E                 | The second row for the shape after a vowel ; El tercero para la forma después de b, p, y femenino k, g, h; La cuarta fila para la forma después de dz / z         |
| ᡞ᠌᠊            | ᡞ᠊</img>  | ᠊ᡞ᠋         |          |  | I                                                           | 185E                 | The second row for the shape after a vowel ; El tercero para la forma después de b, p, y femenino k, g, h; La cuarta fila para la forma después de dz / z         |
| ᡞ᠌᠊            | ᡞ᠊</img>  | ᠊ᡞ᠌         |          |  | I                                                           | 185E                 | The second row for the shape after a vowel ; El tercero para la forma después de b, p, y femenino k, g, h; La cuarta fila para la forma después de dz / z         |
|               |           | ᠊ᡡ᠊        | ᠊ᡡ       |  | ū / v / uu                                                  | 1861                 | Aparece solo después de masculino k, g, h |
| ᡢ             |           | ᡢ᠊         | ᠊ᡢ       |  | ng                                                          | 1862                 | Solo ocurre al final de las sílabas. |
| ᡣ             | ᡣ᠊</img>  | ᠊ᡣ᠊</img>  |          |  | k                                                           | 1863                 | La primera fila de la forma antes de a, o, ū; </br> La tercera fila para la forma antes de e, i, u; </br> La segunda fila para la forma al final de las sílabas . |
| ᡣ             |           | ᠊ᡣ᠋᠊        | ᠊ᡣ       |  | k                                                           | 1863                 | La primera fila de la forma antes de a, o, ū; </br> La tercera fila para la forma antes de e, i, u; </br> La segunda fila para la forma al final de las sílabas . |
| ᡣ             | ᡣ</img>   | ᠊ᡴ᠌᠊ </img> |          |  | k                                                           | 1863                 | La primera fila de la forma antes de a, o, ū; </br> La tercera fila para la forma antes de e, i, u; </br> La segunda fila para la forma al final de las sílabas . |
| ᡪ᠊</img>      | ᠊ᡪ᠊</img> |            |          |  | j / j / zh                                                  | 186A                 | Aparece solo en la primera sílaba |
| ᠷ             | ᠷ᠊        | ᠊ᠷ᠊</img>  | ᠊ᠷ       |  | r                                                           | 1837                 | Las palabras de Native Sibe nunca comienzan con r |
| ᡫ             | ᡫ᠊        | ᠊ᡫ᠊        |          |  | F                                                           | 186B                 | "F" en Sibe tiene una sola forma. No se produce ningún cambio de forma como el manchú.                                                                            |
| ᠸ             | ᠸ᠊</img>  | ᠊ᠸ᠊</img>  |          |  | w                                                           | 1838                 | Puede aparecer antes de a, e, i, o, u |
| ᡲ             | ᡲ᠊        | ᠊ᡲ᠊        |          |  | j / j ' ' / zh                                              | 1872                 | jy se usa para préstamos chinos (zhi como en Pinyin ) |

## Propuesta de cirilización
Hubo una propuesta en China en 1957 para adaptar el alfabeto cirílico al idioma xibe, pero esto se abandonó en favor de la escritura xibe original.
| Cyrillic | Transliteración al xibe latín | Equivalente del AFI | Equivalente en el alfabeto Manchú/Xibe |
| -------- | ----------------------------- | ------------------- | -------------------------------------- |
| А а      | A a                           | a                   | ᠠ                                      |
| Б б      | B b                           | b                   | ᠪ                                      |
| В в      | V v                           | v                   | ᠸ                                      |
| Г г      | G g                           | g                   | ᡶ                                      |
| Ғ ғ      | Ḡ ḡ                           | ɢ                   | ᡬ                                      |
| Д д      | D d                           | d                   | ᡩ                                      |
| Е е      | E e                           | ə                   | ᡝ                                      |
| Ё ё      | Ö ö                           | œ                   | ᠣ                                      |
| Ж ж      | Z z                           | d͡z                  | ᡯ                                      |
| Җ җ      | J j                           | ɖ͡ʐ, d͡ʑ              | ᠵ                                      |
| З з      | Ȥ ȥ                           | ʐ                   | ᡰ᠊                                     |
| И и      | I i                           | i                   | ᡳ                                      |
| Й й      | Y y                           | j                   | ᠶ                                      |
| К к      | K k                           | k                   | ᡴ                                      |
| Қ қ      | Ⱪ ⱪ                           | q                   | ᠺ                                      |
| Л л      | L l                           | l                   | ᠯ                                      |
| М м      | M m                           | m                   | ᠮ                                      |
| Н н      | N n                           | n                   | ᠨ                                      |
| Ң ң      | ŋ or ng                       | ŋ                   | ᠩ                                      |
| О о      | O o                           | ɔ                   | ᠣ                                      |
| Ө ө      | Ū ū                           | ø                   | ᡡ                                      |
| П п      | P p                           | p                   | ᡦ                                      |
| Р р      | R r                           | r                   | ᡵ                                      |
| С с      | S s                           | s                   | ᠰ                                      |
| Т т      | T t                           | t                   | ᡨ                                      |
| У у      | U u                           | u                   | ᡠ                                      |
| Ү ү      | W w                           | w                   | ᠸ                                      |
| Ф ф      | F f                           | f                   | ‍ᡶ‍                                       |
| Х х      | H h                           | x                   | ᡥ᠊                                     |
| Ҳ ҳ      | Ⱨ ⱨ                           | χ                   | ᡥ᠊                                     |
| Ц ц      | Č č                           | t͡s                  | ᡱ᠊                                     |
| Ч ч      | C̄ c̄                           | ʈ͡ʂ                  | ᡷ᠊                                     |
| Ш ш      | S̨ s̨                           | ʂ                   | ᡧ                                      |
| ы        | E e                           | e                   | ᡝ                                      |
| Ә ә      | ?                             | ɛ                   | ᠶᡝ                                     |
| І і      | Yi yi                         | ji                  | ᠶᡳ                                     |
| Ю ю      | Yu Yu                         | ju                  | ᠶᡠ                                     |
| Я я      | Ya ya                         | ja                  | ᠶᠠ                                     |
| ь        | -                             | sign of thinness    |                                        |

"Cabcal Serkin" en escritura xibe (el nombre de Qapqal News, el único periódico en lengua sibe del mundo)

En 1998, había ocho escuelas primarias que enseñaban xibe en el condado autónomo de Qapqal Xibe, donde el medio de instrucción era el chino, pero las lecciones de xibe eran obligatorias. De 1954 a 1959, la Editorial del Pueblo en Ürümqi publicó más de 285 obras importantes, incluidos documentos gubernamentales, belles-lettres y libros de texto, en xibe. Desde 1946, Qapqal News en lengua sibe se ha publicado en Yining. En Qapqal, a la programación en lengua xibe se le asignan 15 minutos diarios de transmisión de radio y programas de televisión de 15 a 30 minutos transmitidos una o dos veces al mes.
El xibe se enseña como segundo idioma en la Universidad Normal de Ili en la prefectura autónoma kazaja de Ili en el norte de Xinjiang; estableció una especialización universitaria en el idioma en 2005. Algunos entusiastas del idioma manchú, del este de China han visitado el condado de Qapqal Xibe para experimentar un entorno en el que se habla de forma nativa una variedad estrechamente relacionada con el manchú.

## Otras lecturas
- Jang, Taeho (2008), 锡伯语语法研究/Sibe Grammar, Kunming, China: Yunnan Minzu Chubanshe, ISBN 978-7-5367-4000-6.
- Li, Shulan (1984), 锡伯语口语研究/Research into Xibo oral language, Beijing, China: Nationalities Publishing House, OCLC 298808366.
- Kida, Akiyoshi (2000), A typological and Comparative study of Altaic languages with emphasis on XIBO Language: The part of XIBO Grammar.
- Jin, Ning (1994), Phonological correspondences between literary Manchu and spoken Sibe, University of Washington.
- Tong, Zhongming (2005), «俄国著名学者B·B·拉德洛夫用锡伯语复述记录的民间故事/The Folktales Retold and Recorded in Xibo Language by the Famous Russian Scholar B.B. Radloff», Studies of Ethnic Literature (3): 60-63, archivado desde el original el 29 de septiembre de 2007, consultado el 18 de mayo de 2021.
- Zikmundová Veronika (2013), Sibe hablado: Morfología de las partes inflexas del habla, Karolinum. ISBN 9788024621036